# Sammy Mejia
Samuel José „Sammy“ Mejia (* 7. Februar 1983 in New York City, New York) ist ein US-amerikanisch-dominikanischer Basketballspieler. Nach dem Studium in seinem Geburtsland wurde Mejia Profi in der NBA Development League (D-League) und spielte anschließend in Europa, wo er mit Cholet Basket französischer Meister 2010 wurde und mit ZSKA Moskau die VTB United League 2011/12 und die russische Meisterschaft in der PBL 2011/12 gewann. Zudem erreichte er mit dem russischen Verein die Vizemeisterschaft in der EuroLeague 2011/12. Mit Banvit Bandırma holte er in der Saison 2012/13 die türkische Vizemeisterschaft.

## Karriere
Mejia studierte in den USA an der DePaul University in Chicago, wo er von 2003 bis 2007 für die Hochschulmannschaft Blue Demons aktiv war, die zunächst in der Conference USA spielten und dann 2005 in die Big East Conference der NCAA Division I wechselten. In seiner Freshman-Spielzeit gewannen die Blue Demons die reguläre Saison der Conference USA und verloren das Finale im Meisterschaftsturnier der Conference gegen die Bearcats der University of Cincinnati. In der landesweiten NCAA-Endrunde 2004 verlor man in der zweiten Runde gegen den späteren Titelgewinner Huskies der University of Connecticut. Anschließend spielte man mit den Huskies und den Bearcats in der Big East Conference, in der man sich jedoch nicht mehr im Vorderfeld platzieren konnte und auch keine Endrunden-Teilnahme mehr erreichte. Am National Invitation Tournament nahm man 2005 und 2007 teil, wo man nach einer Zweitrundenniederlage 2005 zwei Jahre später bis ins Viertelfinale vorstieß, in dem man knapp mit einem Punkt Unterschied an einem Einzug in das Final-Four-Turnier dieses Wettbewerbs scheiterte. Bei den Blue Demons rangiert Mejia mit 1.494 Punkten in vier Jahren unter den „Top Ten“ der ewigen Bestenliste dieser Hochschulmannschaft. Im „Entry Draft“ der am höchsten dotierten Profiliga NBA wurde Mejia 2007 am Ende der zweiten Runde von den Detroit Pistons ausgewählt. Mit den Pistons hatte der neben der „Center-Legende“ George Mikan wohl bekannteste Basketball spielende Absolvent der DePaul University Mark Aguirre am Ende der 1980er Jahre deren ersten beiden NBA-Meisterschaften gewonnen.
Im August 2007 spielte Mejia mit der dominikanischen Nationalmannschaft bei den karibischen Meisterschaften, bei denen die Dominikaner das Finale gegen Puerto Rico verloren und die Silbermedaille holten. Bei den Pistons war Mejia jedoch keine große NBA-Karriere vergönnt, stattdessen schaffte er nicht den Sprung in den Saisonkader der Pistons und wurde zu Beginn der Saison 2007/08 an das „Farmteam“ Mad Ants aus Fort Wayne in Indiana in der D-League abgegeben. Dort absolvierte Mejia nur zwölf Einsätze, bevor er Anfang Februar 2008 nach Europa zu den Pierrel Basket aus Capo d’Orlando in der italienischen Lega Basket Serie A wechselte, wo er seinen ehemaligen Mannschaftskameraden aus College-Zeiten Drake Diener ersetzte, der zum Meister Montepaschi Siena abgewandert war. Am Ende der Saison schaffte die Mannschaft erstmals in der Vereinsgeschichte als Sechster der Abschlusstabelle den Sprung in die Play-offs um die italienische Meisterschaft, in denen man jedoch glatt in drei Spielen gegen A.IR. Avellino ausschied. Anschließend bekam der Verein aus wirtschaftlichen Gründen keine Lizenz mehr für eine weitere Spielzeit und Mejia wechselte in die griechische Liga A1 Ethniki zu AEL aus Larisa. AEL gewann jedoch von 26 Spielen nur zwei und stieg am Saisonende als Tabellenletzter wieder aus der höchsten Spielklasse ab. 
Im Sommer 2009 spielte Mejia im Lande seiner Vorfahren in der Dominikanischen Republik, bevor er für die Spielzeit 2009/10 einen Vertrag vom französischen Erstligisten aus Cholet in der LNB Pro A bekam. Mejia, der zum Spieler des Monats Januar 2010 der Pro A ernannt wurde, holte mit Cholet den ersten Platz nach der regulären Saison und erreichte mit dem Verein das Finalspiel um die Meisterschaft gegen den zweitplatzierten regionalen Rivalen Le Mans Sarthe Basket, das man mit 81:65 gewann und die erste Meisterschaft für den Verein holte. Anschließend spielte Mejia mit dem Verein im höchsten europäischen Vereinswettbewerb EuroLeague 2010/11, wo er am fünften Spieltag als effektivster Spieler zum „Most Valuable Player“ (MVP) des Spieltags ernannt wurde. Die vier Vorrundensiege in der Euroleague reichten jedoch wegen des schlechteren direkten Vergleichs nicht zum Einzug in die Zwischenrunde der 16 besten Mannschaften. In der französischen Meisterschaft erreichte man erneut den ersten Platz in der regulären Saison und Mejia wurde zum Spieler des Monats April 2011 und als „MVP étranger“ zum besten ausländischen Spieler der Saison gewählt. In den Play-offs blieb man bis zum Finale ungeschlagen, doch im Finalspiel erzielte Mejia zwar 15 Punkte bei jedoch magerer Wurfquote von unter 30 %, die ähnlich bescheiden war wie die seiner Mannschaftskameraden Antywane Robinson, dem Final-MVP der Vorsaison, DeMarcus Nelson und Aufbauspieler Vule Avdalović. Am Ende verlor man das Finalspiel gegen SLUC Nancy mit zwei Punkten Unterschied 74:76, obwohl man das Rebound-Duell mit 41 Abprallern zu 28 gewann und fast 50 % mehr Wurfversuche unternommen hatte wie der neue Meister.
Zur Saison 2011/12 bekam Mejia einen Vertrag beim russischen Serienmeister PBK ZSKA aus Moskau. Mit diesem Verein verteidigte er den Titel des russischen Meisters in der PBL 2011/12 und holte sich den Titel in der osteuropäischen VTB United League 2011/12 zurück. In der EuroLeague 2011/12 verlor das hochfavorisierte Star-Ensemble jedoch im Finale nach hohem Vorsprung in dramatischen Schlussminuten gegen Olympiakos Piräus. Mejia kam in der hochkarätig besetzten Mannschaft nur in sechs Euroleague-Spielen zum Einsatz und nach der Zwischenrunde in keinem einzigen Spiel mehr. Nach der Spielzeit suchte er sich einen neuen Verein und wechselte in die Türkei zu Banvit BK aus Bandırma. Im Eurocup 2012/13 wurde Mejia als effektivster Spieler MVP des zweiten Spieltags und scheiterte mit der türkischen Mannschaft nur knapp wegen des schlechteren direkten Vergleichs am Einzug ins Viertelfinale. In der Türkiye Basketbol Ligi erlitt man vor der Play-off-Finalserie der türkischen Meisterschaft nur sechs Niederlagen, doch in der Finalserie gegen Galatasaray Medical Park gelang nur noch ein Sieg und man verpasste bei der ersten Finalteilnahme den ersten nationalen Titelerfolg für diesen Verein.